# Dicaeum haematostictum
Dicaeum haematostictum là một loài chim trong họ Dicaeidae.
Đây là loài đặc hữu của Philippines, nơi nó chỉ giới hạn ở các đảo Panay, Negros và Guimaras. Môi trường sống tự nhiên của chúng là rừng đất thấp ẩm nhiệt đới hoặc cận nhiệt đới, rừng trên núi ẩm nhiệt đới hoặc cận nhiệt đới, vùng cây bụi ẩm nhiệt đới hoặc cận nhiệt đới và các khu vườn nông thôn. Chúng bị đe dọa do mất môi trường sống.